# Micha Bar-Am
Micha Bar-Am (Berlín, Alemania; 26 de agosto de 1930) es un fotógrafo israelí perteneciente a la agencia Magnum.

## Biografía
Nació en Berlín pero cuando tenía seis años sus padres se trasladaron a Haifa donde estuvo residiendo hasta 1948 y trabajó en su puerto de marinero en 1944. Se integró en la Palmach y estuvo luchando por la independencia, siendo miembro fundador en 1949 del kibutz de Malkiya aunque en 1953 se trasladó al de Gesher-Haziv donde comenzó a realizar fotografías con una cámara prestada. Durante la guerra del Sinaí realizó un reportaje que vendió y le permitió adquirir una Leica dedicándose a la fotografía de modo profesional. Hasta 1966 estuvo trabajando en la revista Bahmahane y en 1961 cubrió el juicio a Adolf Eichmann.

## Trayectoria
En 1966 inició su trabajo como fotógrafo independiente y un año después conoció a Cornell Capa con quien realizó reportajes de la guerra de los Seis Días, por lo que desde 1968 forma parte de la agencia Magnum y se convirtió en el corresponsal del New York Times, lo que ejerció hasta 1992. En 1973 también realizó fotografías de la guerra de Yom Kipur y en 1977 fue nombrado conservador en el departamento de fotografía del Museo de Tel-Aviv hasta su jubilación en 1992.  
En el año 2000 recibió el Premio de Israel a las Artes Visuales. Su trabajo se puede encontrar en el Centro internacional de Fotografía (ICP), en la Biblioteca Nacional de Francia, en el Museo Ludwig, en el Museo de Arte de Tel-Aviv y en el Museo de Arte Moderno de Nueva York entre otros.